# Ovarioptera sobolevi
Ovarioptera sobolevi är en plattmaskart. Ovarioptera sobolevi ingår i släktet Ovarioptera och familjen Ovariopteridae. Inga underarter finns listade i Catalogue of Life.